# Convention de Londres sur la pêche
La convention de Londres sur la pêche est un accord international signé à Londres en 1964 et qui concerne les droits de pêche dans les eaux côtières des États ayant ratifié la convention. Elle concerne principalement des zones de pêche comprises entre 6 et 12 milles nautiques du littoral des États riverains de la mer du Nord et de la côte atlantique. Cet accord, bien que toujours valide a depuis été implémenté avec les objectifs et règles de la Politique commune de la pêche européenne (PCP) car toutes les parties sont membres de l'Union européenne.

## Historique
Avant cette convention, la convention internationale pour la réglementation de la police de la pêche en mer du Nord en dehors des eaux territoriales (également appelée convention sur la pêche en mer du Nord) de 1888 réglementait les droits de pêche entre l'Allemagne, la Belgique, le Danemark, la France, les Pays-Bas et le Royaume-Uni. Le Royaume-Uni a dénoncé cette convention en 1963 afin de permettre la mise en place d'une zone de pêche exclusive de 12 milles, il a ensuite invité ces États à négocier un nouveau texte et à se pencher sur plusieurs questions liées à la pêche, qui ont abouti à la convention sur la pêche de 1964.

## Signataires
La convention comporte 12 États signataires ayant ratifié la convention ; le Luxembourg a quant à lui signé mais pas ratifié la convention.
| État        | Date de ratification | Date d'entrée en vigueur | Date de retrait                                                  |
| ----------- | -------------------- | ------------------------ | ---------------------------------------------------------------- |
| Allemagne   | 19 janvier 1970      | 19 janvier 1970          |                                                                  |
| Belgique    | 10 février 1966      | 15 mars 1966             |                                                                  |
| Danemark    | 9 octobre 1964       | 15 mars 1966             | 1er janvier 1983 (îles Féroé) 1er janvier 1985 (Groenland)       |
| Espagne     | 10 février 1966      | 15 mars 1966             |                                                                  |
| France      | 5 juillet 1965       | 15 mars 1966             |                                                                  |
| Irlande     | 20 septembre 1965    | 15 mars 1966             |                                                                  |
| Italie      | 25 mars 1966         | 25 mars 1966             |                                                                  |
| Luxembourg  | jamais ratifié       |                          |                                                                  |
| Pays-Bas    | 20 juillet 1971      | 20 juillet 1971          |                                                                  |
| Pologne     | 7 juin 1966          | 7 juin 1966              |                                                                  |
| Portugal    | 15 septembre 1965    | 15 mars 1966             |                                                                  |
| Royaume-Uni | 11 septembre 1964    | 15 mars 1966             | Annonce de retrait le 2 juillet 2017 en effect 31 décembre 2020. |
| Suède       | 16 février 1966      | 15 mars 1966             |                                                                  |